# 原朋直
原 朋直（はら ともなお、1966年10月21日 - ）は、日本のジャズトランペット奏者。神奈川県横須賀市生まれ、千葉県育ち。日本福祉大学卒業。

## 人物・略歴
ジャズトランペット奏者／作曲家／バンドリーダー／Gaumy Jam Records代表
大学在学中よりジャズの演奏活動を開始、卒業後本格的に音楽の道へ進む。1990年代に起こった日本における一大ジャズブームメントの先頭に立ち活躍。1996年の初リーダー作『Evidence for My Music』以来、Co-leader作品も含め20枚以上のリーダー・アルバムを発表。その他、数多くのアルバム作品に参加する。
自身の音楽活動の他にも"サントリー1万人の第九コンサート" "佐渡裕 ヤング・ピープルズ・コンサート"へのゲスト出演、テレビ番組『情熱大陸』への出演、北野武監督の映画『BROTHER』やNHK BS1『ワールドニュースアワー』のオープニング・テーマの演奏、映画『ふたたび』（監督：塩屋俊、音楽：中村幸代）の劇中演奏、ヤマハのCMへの出演及び楽曲の提供、音楽番組『題名のない音楽会』への出演、兵庫芸術文化センター管弦楽団にゲスト1stトランペットとして参加するなど、様々なシーンに登場。
2018年にスタートした東京証券取引所を中心に展開する金融とジャズの融合イベント『Jazz EMP』では音楽監督として企画運営に参加。また、神奈川県川崎市の音楽プロジェクト『かわさきジャズ』では副実行委員長を務める。
海外のトップアーティストとも多くの共演を果たし、アメリカ、ヨーロッパ、アジアでのジャズ・イベントにも多数出演する。
現在、「原朋直グループ」(Tomonao Hara Group)、協働創作集団「音家」(おといえ)、「原朋直コードレストリオ」(Tomonao Hara Chordless Trio)等を中心に活動し、また教育活動においては日本各地でのクリニックや音楽講座を展開中。
洗足学園音楽大学教授　JAMコース代表

## 年譜
- 1966年誕生
- 大学在学中に名古屋においてジャズ・トランペット奏者としての活動を開始。大学卒業後、東京を中心に本格的な音楽活動に入る。
- "大坂昌彦(ds)・原朋直クインテット"を結成、6枚のアルバムをリリース。
- 1996年2月　初の単独リーダー作『エビデンス・フォー・マイ・ミュージック』を発表。
- 1997年　ジョン・F・ケネディ・センターでの"さくらまつり"に出演。
- 同年7月、ニューヨークで録音した第2作『ホット・レッド』[ジョン・ヒックス(p)、レジー・ワークマン(b)、ジミー・コブ(ds)]を発表。同時に、そのメンバーとのジャパンツアーも行う。
- 1998年2月　ジョン・ヒックス(p)とのデュオによる第3作『3つの扉』を発表。
- 同年7月には、横浜で開催されたジャズ・アット・リンカーン・センターのエデュケーション・プログラムに、ウィントン・マルサリスと共に出演。その模様はNHKで放送される。
- 1999年4月　フロントに大きくフィーチャーされて録音した、NHK BS1の番組『BS 22』のオープニング・テーマ『T.』（中村幸代）が放送される。
- 同年4月　ピーター・ミケリッチ(p)、ポール・ギル(b)、ケニー・ワシントン(ds)を従えた“原朋直スペシャル・カルテット”による全国ツアーとレコーディングを行う。
- 同年6月 フランス・コルシカ島での"カルビ・ジャズ・フェスティバル"に出演。
- 2000年2月に前述のカルテットによるリーダーアルバム第4作が『レッツ』としてキングレコードより発売される。
- 同年4月　ケニー・ワシントンに代わり、ジミー・コブを迎えたスペシャル・カルテットでジャパンツアーを行う。
- 同年12月には、佐渡裕指揮による“シエナ・ウインド・オーケストラ”の全国ツアーにゲスト出演。アルチュニアンのトランペット協奏曲などを演奏する。
- 2001年　北野武監督作品『BROTHER』でサウンドトラックのレコーディングに参加し、オープニングおよびエンディングテーマに使用される。
- 同年2月　毎日放送のドキュメンタリー番組『情熱大陸』に出演し、2000年の活躍ぶりが放送される。
- 同じく2月に、ニューヨークのニュースクールで開催された"ミルト・ヒントン追悼コンサート"にジョン・ファディス(tp)等と出演。
- 4月には、オーリン・エバンス(p)、ドゥエイン・バーノ(b)、ナシート・ウエイツ(ds)を従えた"原朋直ニューヨーク・カルテット"で全国ツアーとレコーディングを行う。
- 5月には、俊英トランペッター、ブライアン・リンチとレコーディング。
- 8月には、佐渡裕指揮による"ヤング・ピープルズ・コンサート"のツアーにゲスト出演（この模様は10月6日に、毎日放送でテレビ放送された）。
- 9月2日にも同局で、『マイルスに捧ぐ トランペッター原朋直』が放送され、第5作目となる『ピノキオ』(Zoo'T)のレコーディングの模様が紹介されている。
- 12月には、"サントリー1万人の第九コンサート"にゲスト出演。
- 同年、ブライアン・リンチとの共作が『ドゥ・ザット・メイク・ユー・マッド』(Zoo'T)として発売される。
- 2002年6月　アメリカでの"ロチェスター・ジャズ・フェスティバル"に出演。7月には、前年に引き続き、"ヤング・ピープルズ・コンサート"にゲスト出演。
- 7月下旬から8月にかけては、オーリン・エバンス(p)、エリック・レヴィス(b)、ナシート・ウエイツ(ds)を従えた“原朋直ニューヨーク・カルテット”によるツアーを敢行。
- 2003年　オーリン・エバンス(p)、ドゥエイン・バーノ(b)、ナシート・ウエイツ(ds)を従えた“原朋直ニューヨーク・カルテットによるアルバム『トニカリー』(Zoo'T)を発表。
- 2004年　東ヨーロッパ、セルビア・モンテネグロのベオグラード市で開催された『バルカン・ジャズ・フェスティバル』に"ダスコ・ゴイコビッチ・インターナショナル・ビッグバンド"のメンバーとして出演、同時にレコーディングに参加する。この録音は『ア・ハンドフル・オブ・ソウル』（ENJA）として発表される。
- 2009年7月　オランダのロッテルダムで開催された"North Sea Jazz Festival"（ノース・シー・ジャズ・フェスティバル）に、"佐藤允彦(p)＆サイファ"のメンバーとして出演。この演奏の模様は、2010年『ISOMER』（アイソマー）というアルバムとして　BAJ Records より発売された。
- 2010年　映画『ふたたび』にて原朋直クインテットが演奏を担当。
- 同年　松島啓之(tp)との共作『Go Straight!』を発表。
- 2012年　ピアニスト、ユキ・アリマサとのデュオプロジェクトを開始。アルバム第１弾として『Vol.One』を12月より配信開始。
- 2014年　ユキ・アリマサとのアルバム第2弾『The Days of Wine and Roses』を発表。
- 2015年　"原朋直カルテット"（朝田拓馬(gt)、池尻洋史(b)、Dennis Frehse(ds)）によるアルバム『Color As It Is』をGaumy Jam Records（ゴミ・ジャム・レコード）より発表。
- 2017年　"原朋直グループ"（鈴木央紹(sax)、宮川純(p)、朝田拓馬(gt)、池尻洋史(b)、Dennis Frehse(ds)）によるアルバム『Time In Delight』をGaumy Jam Records（ゴミ・ジャム・レコード）より発表。
- 2018年　池尻洋史とのデュオ・アルバム『Dear J.C. ~ Dedicate to John Coltrane ~』をGaumy Jam Records（ゴミ・ジャム・レコード）より発表。
- 同年、東京証券取引所を中心に展開する金融とジャズの融合イベント『Jazz EMP』がスタートし、音楽監督として活動に参加する。
- 2019年7月、佐渡裕芸術監督プロデュースオペラ2019 ミュージカル「オン・ザ・タウン/On the Town」（レナード・バーンスタイン作曲）に兵庫芸術文化センター管弦楽団1stトランペット（ゲスト・トップ・プレイヤー）として参加。
- 2020年　"原朋直グループ"（鈴木央紹(sax)、宮川純(p)、朝田拓馬(g)、池尻洋史(b)、Dennis Frehse(ds)）によるアルバム『Circle Round』をGaumy Jam Records（ゴミ・ジャム・レコード）より発表。
- 同年、教授を務める洗足学園音楽大学のジャズコース（2023年度よりJazz and American Music course"JAMコース"に名称変更）代表に就任。
- 2023年　"原朋直グループ"（鈴木央紹(sax)、宮川純(p)、朝田拓馬(g)、池尻洋史(b)、Dennis Frehse(ds)）によるアルバム『A Story Of Wind And Clouds』をGaumy Jam Records（ゴミ・ジャム・レコード）より発表。

## ディスコグラフィ
Leader/Co-leader
- 1993年『DAWN BREAKS』（キングレコード）大坂昌彦&原朋直クインテット
- 1994年『def』（キングレコード）大坂昌彦&原朋直クインテット
- 1995年『FAVORITES』（キングレコード）大坂昌彦&原朋直クインテット
- 1995年『FAVORITES FOR LOVERS』（キングレコード）大坂昌彦&原朋直クインテット
- 1996年『Evidence for My Music』（キングレコード）原朋直
- 1997年『Hot Red』（キングレコード）原朋直
- 1997年『Streets & Avenues』（キングレコード）大坂昌彦&原朋直クインテット
- 1997年『Quintuplets』（キングレコード）大坂昌彦&原朋直クインテット
- 1998年『Three Door Bells』［3つの扉］（キングレコード）原朋直
- 2000年『Let's』（キングレコード）原朋直
- 2001年『Pinocchio』（Zoo'T Records）原朋直ニューヨーク・カルテット
- 2001年『Do That Make You Mad?』（Zoo'T Records）ブライアン・リンチ/原朋直クインテット
- 2003年『TONYCALLY』（Zoo'T Records）原朋直ニューヨーク・カルテット
- 2010年『Go Straight!』（キングレコード）原朋直&松島啓之クインテット
- 2012年『Vol.One』（Forest-Music）ユキ・アリマサ&原朋直
- 2014年『The Days of Wine and Roses』（Forest-Music）ユキ・アリマサ&原朋直
- 2015年『Color As It Is』（Gaumy Jam Records）原朋直カルテット
- 2017年『Time In Delight』（Gaumy Jam Records）原朋直グループ
- 2018年『Dear J.C. ~ Dedicate to John Coltrane ~』（Gaumy Jam Records）原朋直&池尻洋史
- 2020年『Circle Round』（Gaumy Jam Records）原朋直グループ
- 2023年『A Story Of Wind And Clouds』（Gaumy Jam Records）原朋直グループ

## ＴＶ出演
- 情熱大陸（TBS・毎日放送系列）2001年2月4日
- 音遊人（みゅーじん）（テレビ東京）2005年10月29日、2006年1月21日
- 題名のない音楽会　（テレビ朝日）2010年8月1日、2013年1月27日

## テレビCM
- ヤマハ企業広告「原&佛坂 / 空・砂・海」篇[2]

## 使用楽器
- YAMAHA YTR-8335GH（原朋直モデル）[1]